# Hadi Sacko
Hadi Sacko (Corbeil-Essonnes, 24 maart 1994) is een Frans-Malinees voetballer die bij voorkeur als linksbuiten speelt. Hij verruilde Sporting Lissabon in juli 2017 voor Leeds United, dat hem in het voorgaande jaar al huurde.

## Clubcarrière
Sacko speelde in de jeugd van achtereenvolgens Corbeil-Essonne, Brétigny Foot en Girondins Bordeaux. Bij die laatste tekende hij op 31 mei 2012 zijn eerste profcontract. Francis Gillot haalde Sacko in de voorbereiding op het seizoen 2012-2013 bij het eerste elftal van Bordeaux, waar hij rugnummer 12 kreeg. Hij debuteerde op 20 september 2012 voor Bordeaux in een Europa League-wedstrijd tegen Club Brugge. Hij viel in deze wedstrijd een kwartier voor tijd in voor Henri Saivet, bij een 4-0-voorsprong.

## Interlandcarrière
Sacko debuteerde in 2012 in Frankrijk -19.
1 Meslier ·
2 Bogle ·
3 Firpo ·
4 Ampadu  ·
5 Struijk ·
6 Rodon ·
7 James ·
8 Rothwell ·
9 Bamford ·
10 Piroe ·
11 Aaronson ·
14 Solomon ·
17 Ramazani ·
19 Joseph ·
21 Cairns ·
22 Tanaka ·
23 Guilavogui ·
25 Byram ·
26 Darlow ·
29 Gnonto ·
30 Gelhardt ·
33 Schmidt ·
37 Debayo ·
39 Wöber ·
42 Chambers ·
44 Groejev ·
50 Crew ·
Coach: Farke